# Eurema tominia
Eurema tominia är en fjärilsart som först beskrevs av Snellen van Vollenhoven 1865.  Eurema tominia ingår i släktet Eurema och familjen vitfjärilar. IUCN kategoriserar arten globalt som livskraftig. Inga underarter finns listade i Catalogue of Life.

## Bildgalleri

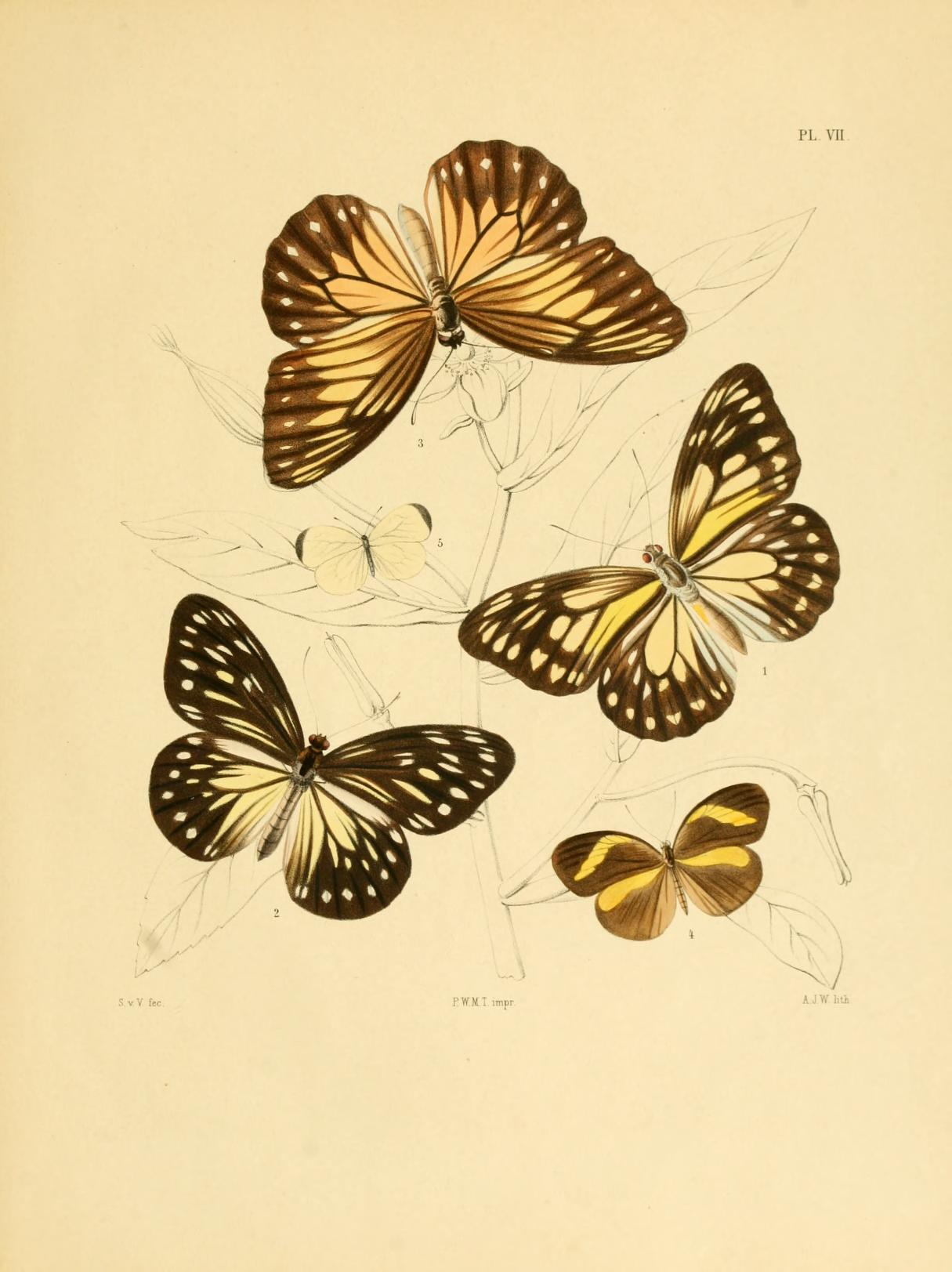